# Museu Nacional de Arte Folclórica Hutsulshchyna e Pokuttia

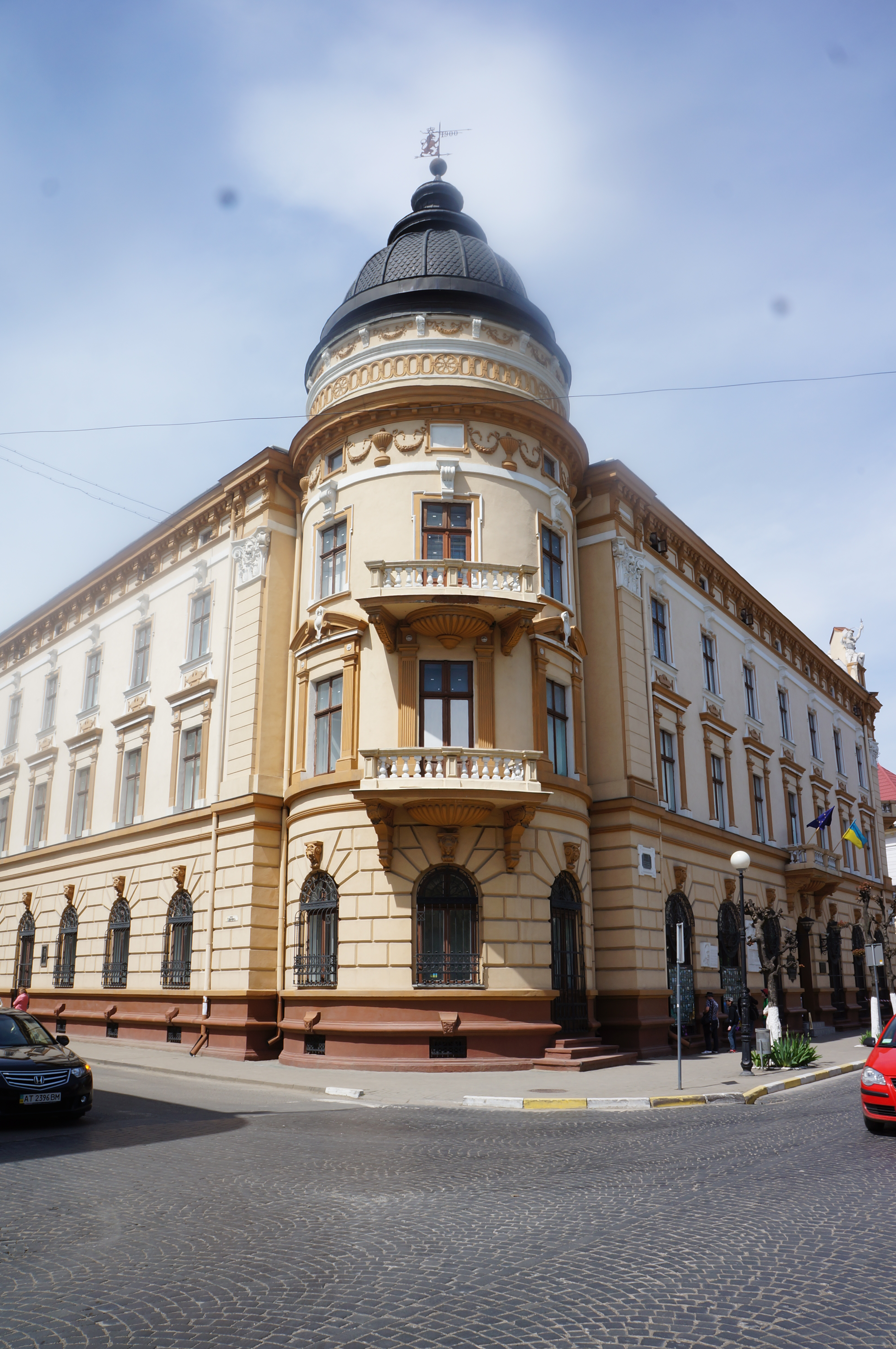
O edifício principal do museu

O Museu Nacional Yosafat Kobrynskyi de Arte Folclórica Hutsulshchyna e Pokuttia (em ucraniano:  Національний Музей Народного Мистецтва Гуцульщини та Покуття імені Йосафата Кобринського) é um museu em Kolomyia, na Ucrânia, com uma coleção de mais de 50 mil objetos que documentam a história e a cultura folclórica das regiões de Hutsulshchyna e Pokuttia.

## História
A exposição principal está repleta de objetos das aldeias Hutsul e Pokuttian como telhas de fogão decoradas, instrumentos musicais, ferramentas esculpidas em madeira, móveis, trajes folclóricos, bordados Hutsul exclusivos, tapeçarias tecidas e uma coleção de machados Hutsul tradicionais.
Na história de Kolomyia já houve algumas tentativas de criar um museu regional. Primeiro, em 1892, um colecionador particular e arqueólogo amador Edmund Starzeński (1845–1900) criou um museu particular na região de Pokuttia. Era uma coleção centrada nas chamadas "antiguidades", o que significava artefactos arqueológicos, mas também havia objetos da natureza assim como objetos etnográficos. Situava-se na sua villa e estava dividida em duas partes: a biblioteca e o próprio museu. Por volta de 1900, ele deu a coleção ao seu filho e em 1909 parte dela foi doada ao Museu Nacional de Cracóvia.
O Museu da Região de Pokuttia foi reativado em junho de 1913, quando Bronisława Starzeńska, após a morte do seu marido e filho, doou o resto da sua coleção familiar para a Sociedade da Comunidade Escolar e o museu foi aberto ao público nas salas do Casa do Povo. O chefe do museu era Antoni Sidorowicz. A coleção de cerca de 755 objetos etnográficos e históricos juntamente com algumas centenas de moedas não durou muito. Nos anos seguintes, foi destruído nos eventos da Primeira Guerra Mundial (primeiro em 1914 e depois em 1917). De acordo com os relatos da época, não há evidências de nada salvo dessa coleção.

## Galeria (objetos do museu)

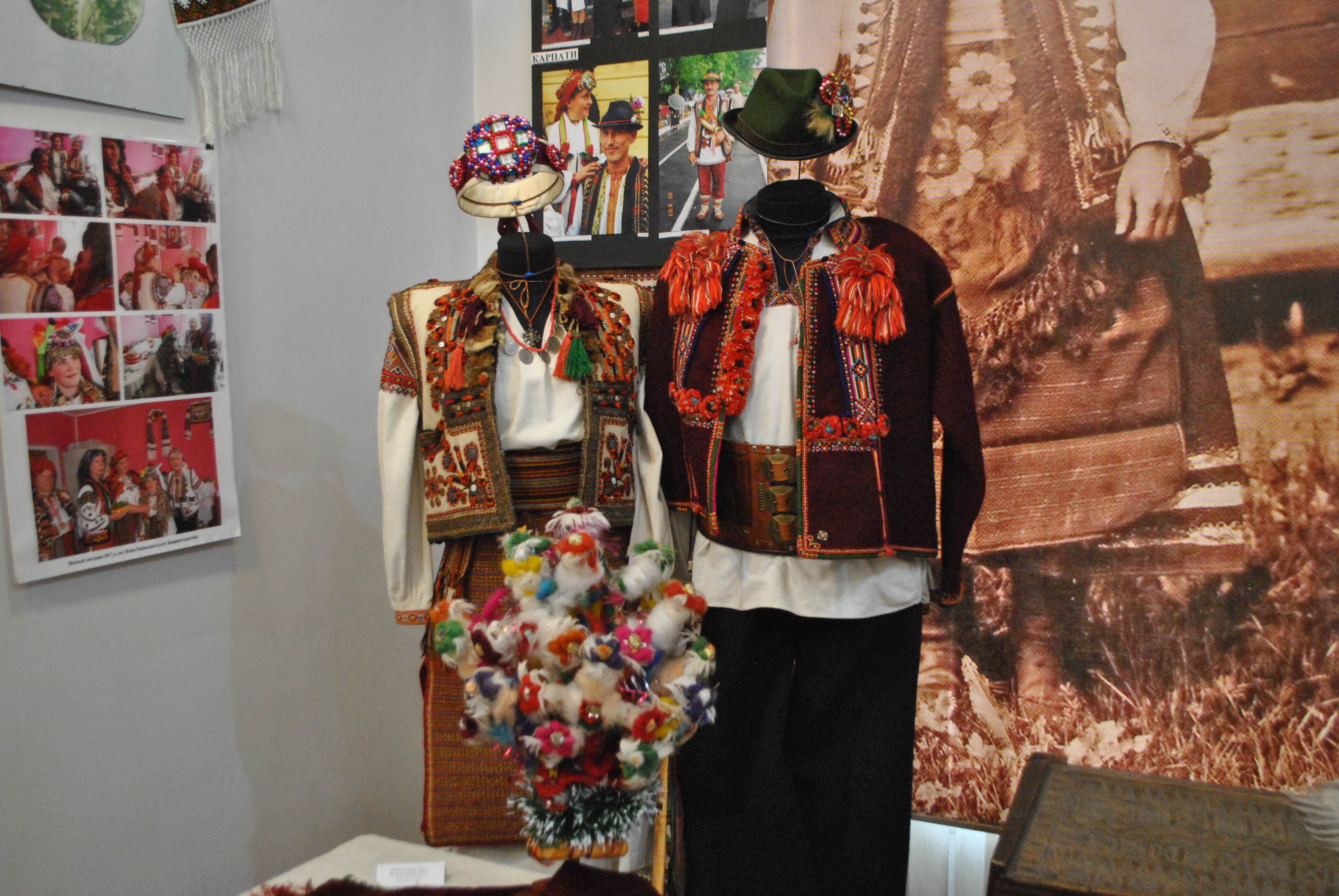
Exposição temporária de casamento Hutsul.
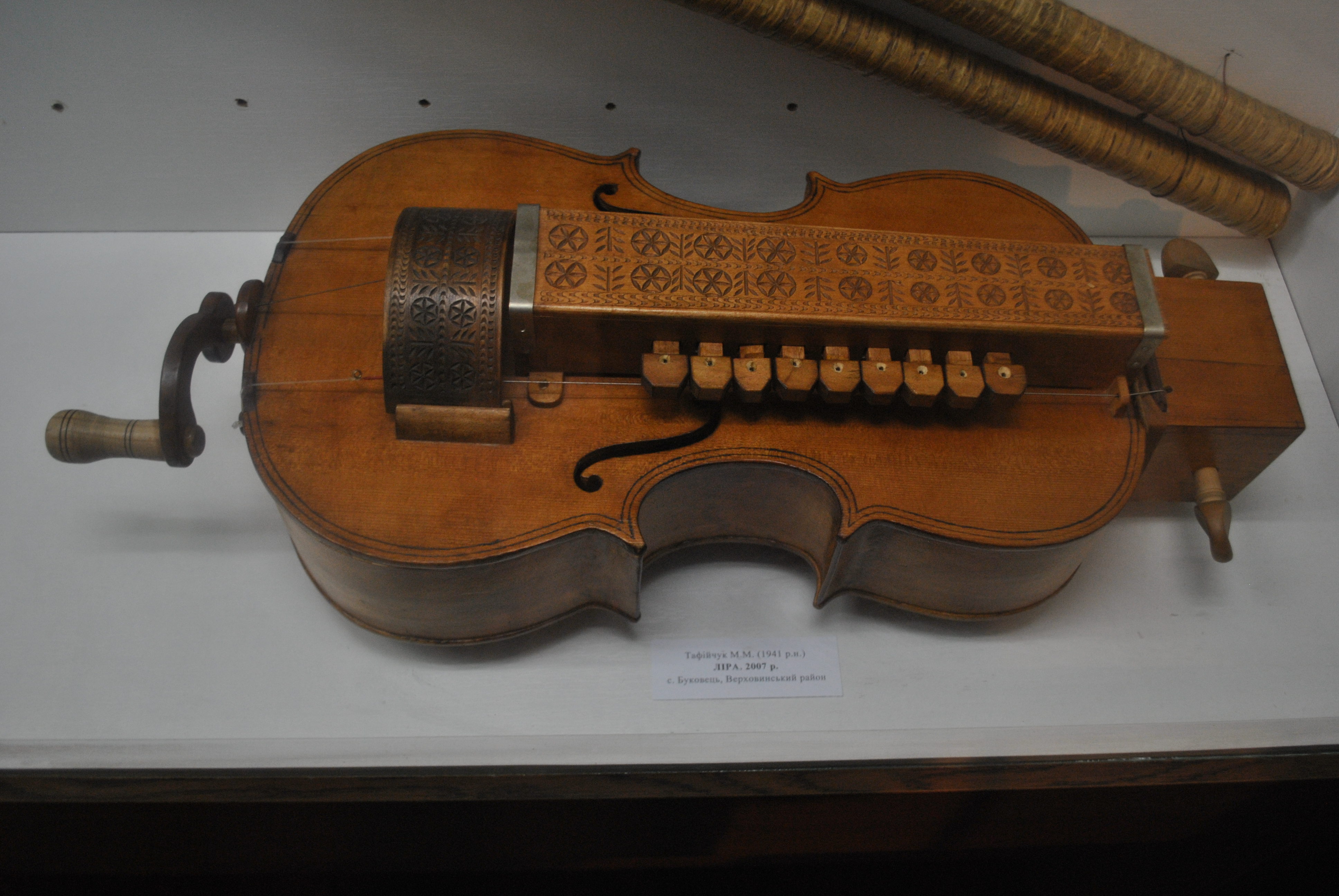
Hurdy-gurdy, 2007
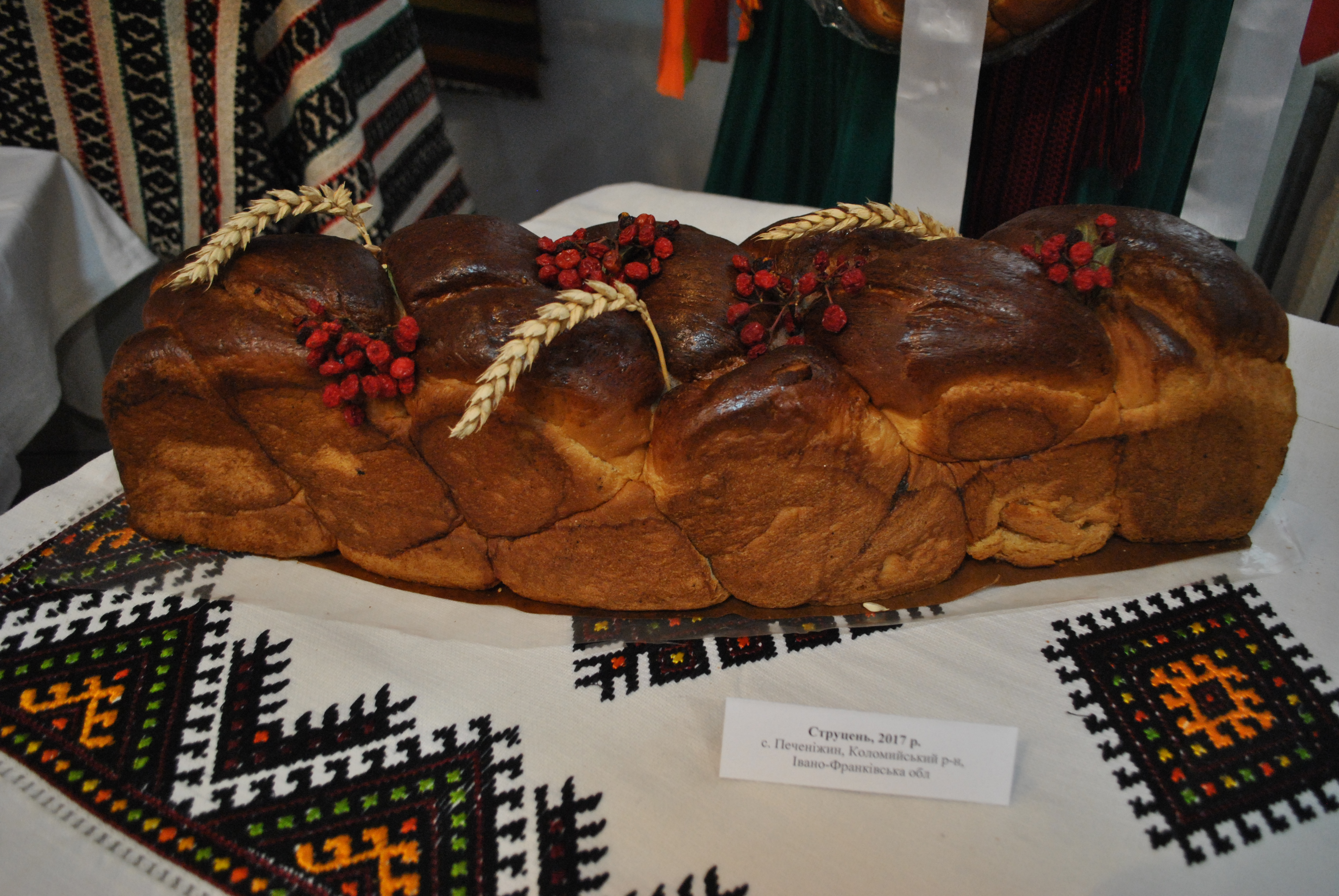
Tradicional Hutsul kolach (pão de casamento) na exposição temporária
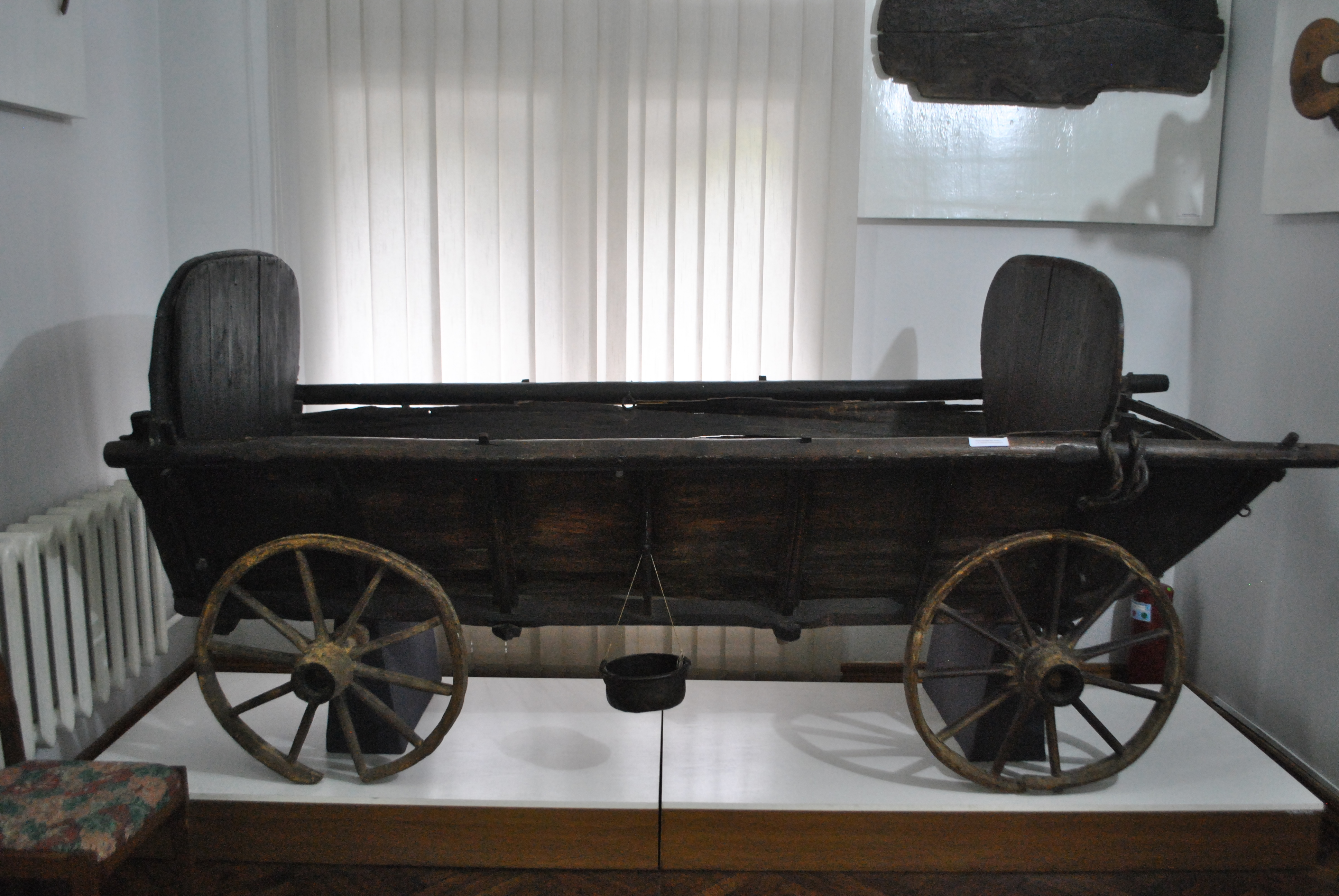
Carrinho, 18 c,